# Allophylus strictus
Allophylus strictus är en kinesträdsväxtart som beskrevs av Ludwig Radlkofer. Allophylus strictus ingår i släktet Allophylus och familjen kinesträdsväxter. Inga underarter finns listade i Catalogue of Life.